# Robin Nazari
Robin Nazari, född 3 oktober 1997, är en svensk skådespelare och rappare. Tillsammans med filmregissören och musikproducenten Maceo Frost utgör de den kurdisk-svenska duon Biji (stiliserat BIJI).

## Biografi
Nazari är uppvuxen i Fruängen utanför Stockholm och har levt hela sitt liv "längs med den röda linjen". Sedan 10-årsåldern har han skrivit och framfört rap på svenska, i allmänhet om andras livsöden, men kom omkring 2020 att närma sig sitt kurdiska ursprung med en pappa som gick bort i början av 2000-talet och en mamma som läst nattsagor på kurdiska och studerat persisk litteratur. Han släppte detta år singeln På väg där han använder musiken för att bearbeta sitt eget liv och inte andras, och som handlar om att ta tag i sitt liv när någon annan styrt för länge.
Nazari var under början av 2020-talet framgångsrik på den svenska hiphopscenen med melodisk och sorgsen rapp på svenska med  låtar som På väg och Billie Jean. Han inledde omkring 2024 ett samarbete med filmregissören och musikproducenten Maceo Frost i den kurdisk-svenska duon Biji (stiliserat BIJI). Deras musik är en blandning av afrobeat, dansant hiphop och traditionella kurdiska rytmer, där man bland annat inspirerats musikaliskt av äldre släktingar till Nazari.
Nazari var sommarpratare i Sommar i P1 den 14 juli 2025.

### Familj
Robin Nazari är bror till poeten Sara Nazari.

## Filmografi
- 2020 – Top Dog (TV-serie), som Metim
- 2021 – Snabba Cash (TV-serie), som Ari
- 2022 – Clark (TV-serie),  som Osman
- 2024 – The beautiful game (film), som Aldar

## Diskografi

### Album
- 2019 – Övre nedre
- 2021 – Jag har fattat
- 2021 – Dyrare att vara fattig

### Singlar
- 2020 – Du gör mig skitz
- 2020 – På väg
- 2020 – Zindigi
- 2022 – Dedär - Spotify Studio 100 Recording

### Med Biji och Maceo Frost
- 2024 – BIJI, Pt. 1 (album)
- 2024 – BIJI, Pt. 2 (EP)
- 2024 – Evîn II (singel)
- 2025 – Bring it on, bring it all (BIJI Remix) (singel)
- 2025 – Left Right (singel)